# Prolimacodes badia
Prolimacodes badia är en fjärilsart som beskrevs av Jacob Hübner 1835. Prolimacodes badia ingår i släktet Prolimacodes och familjen snigelspinnare. Inga underarter finns listade i Catalogue of Life.

## Bildgalleri

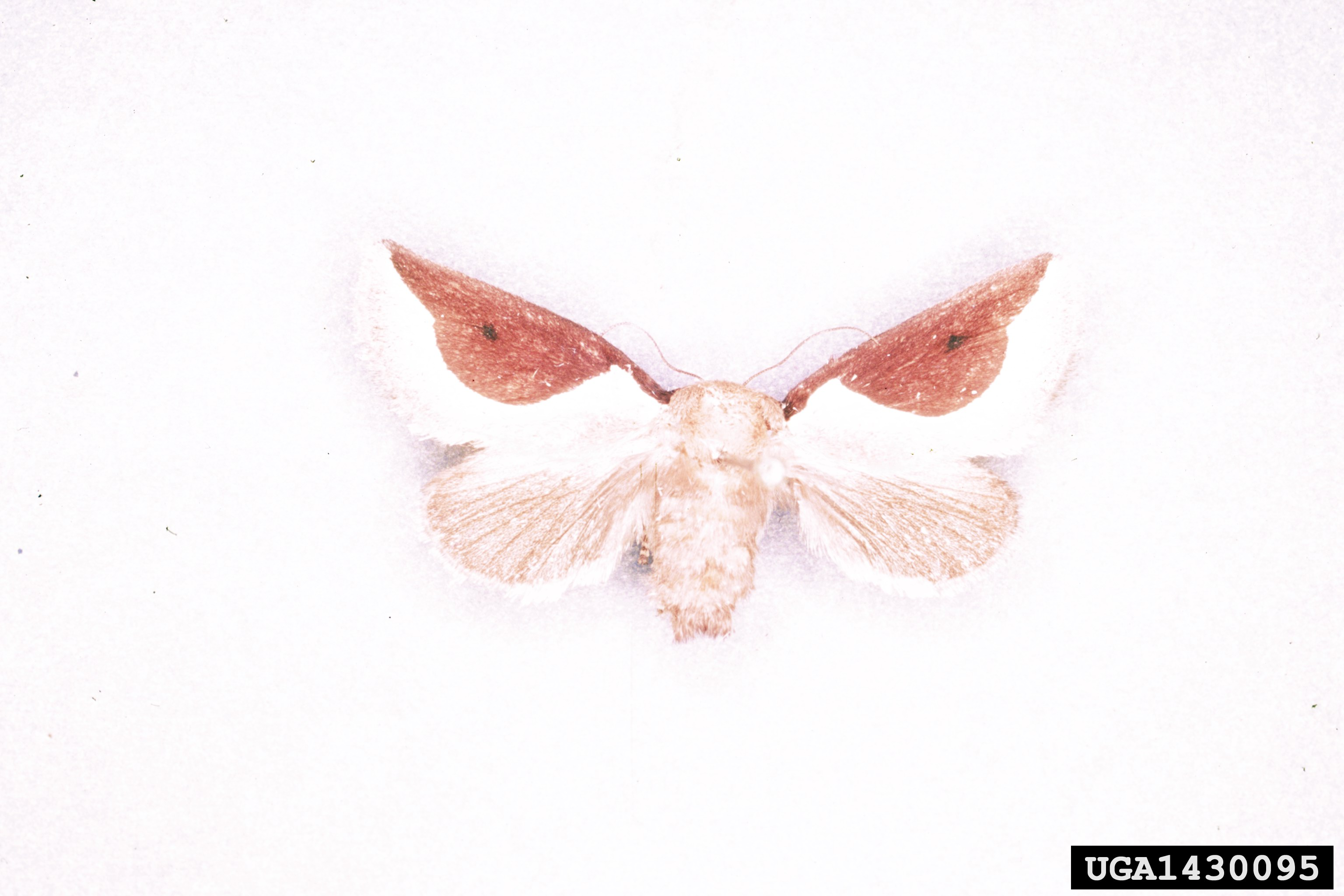
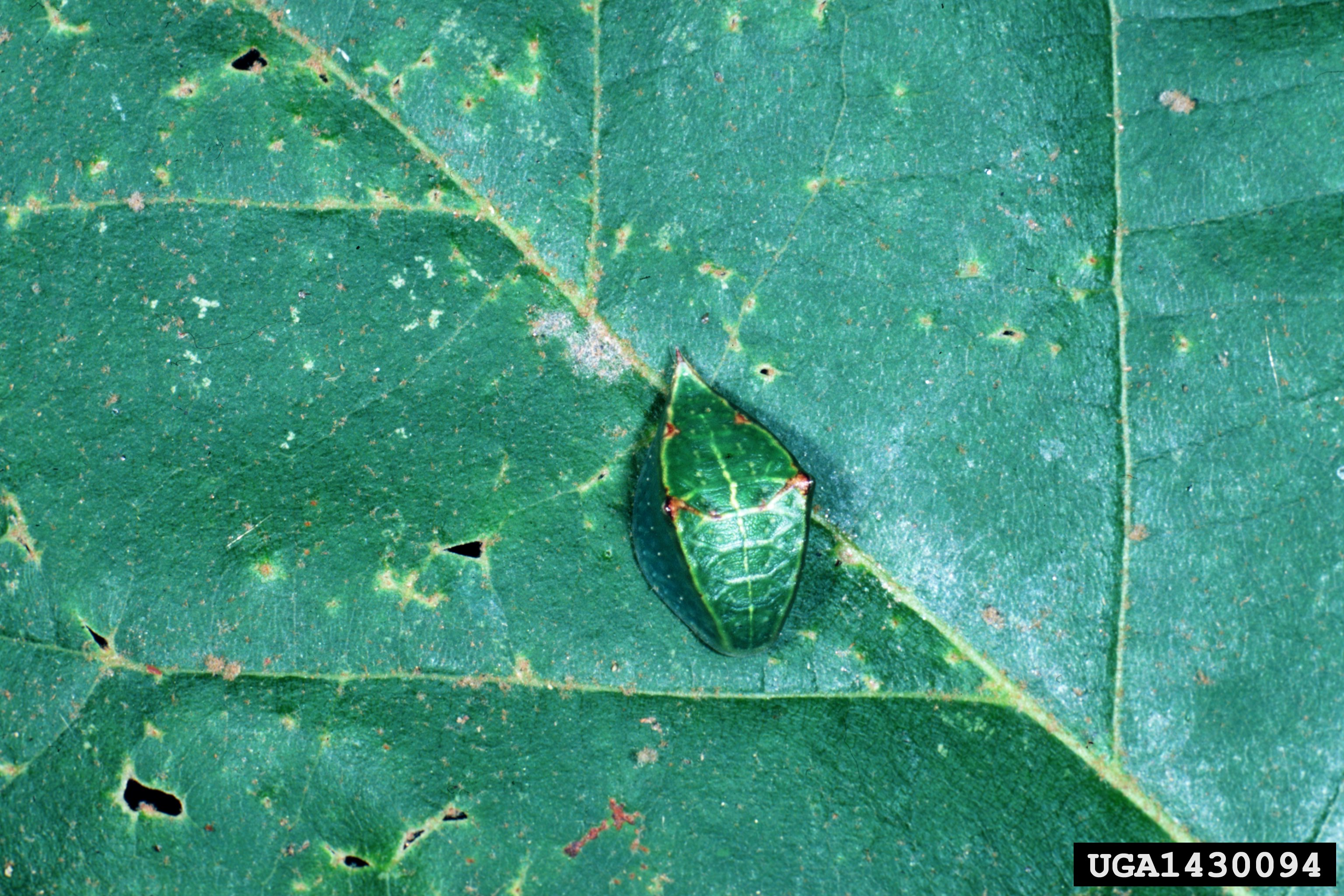
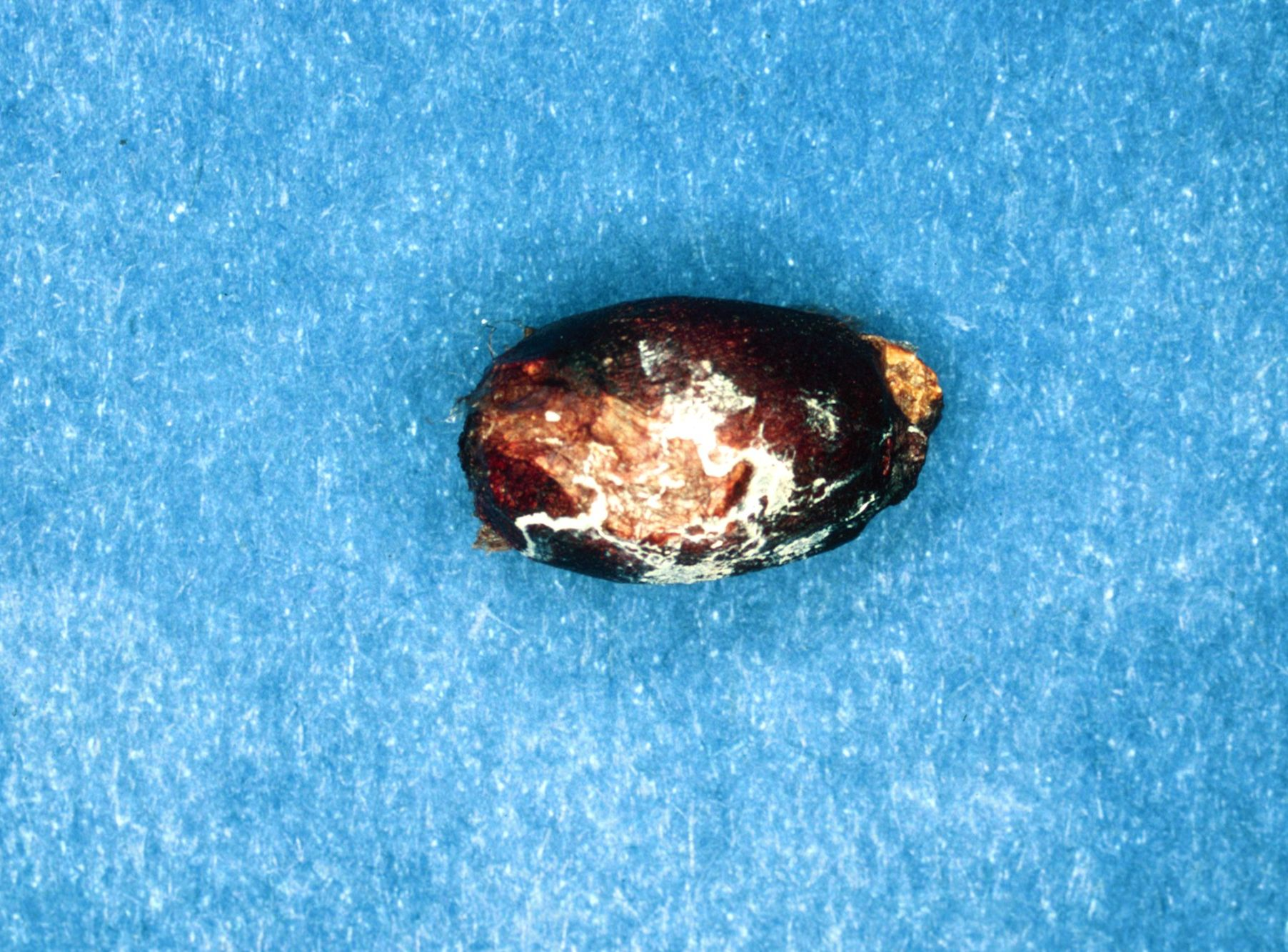
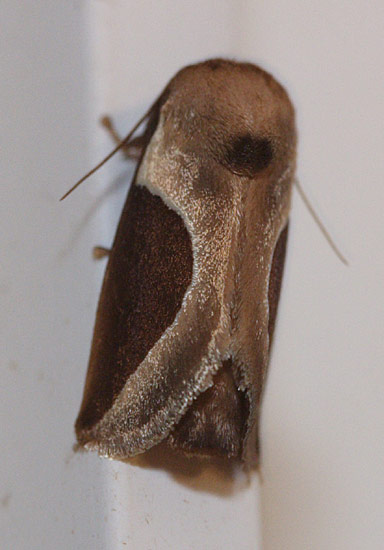
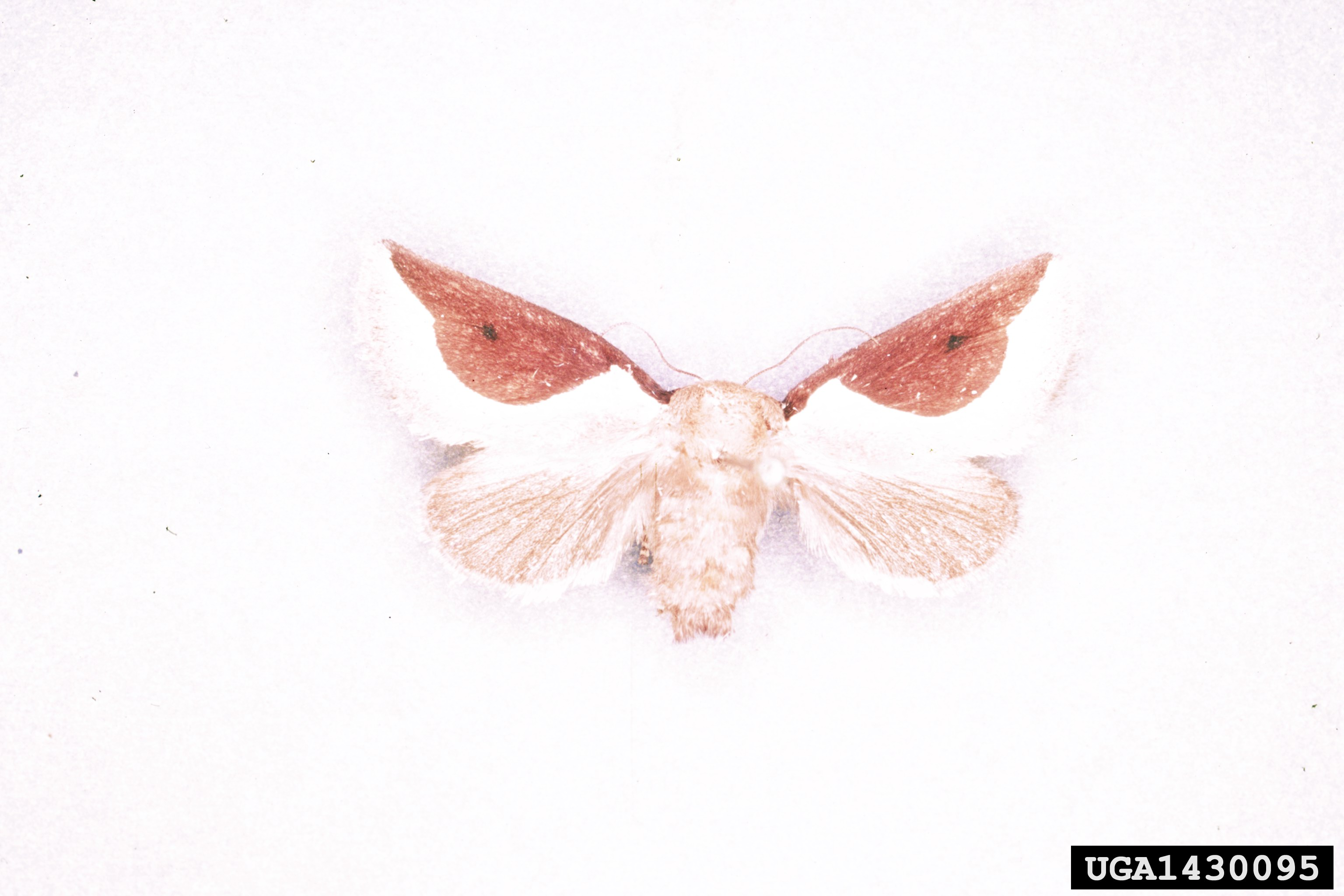
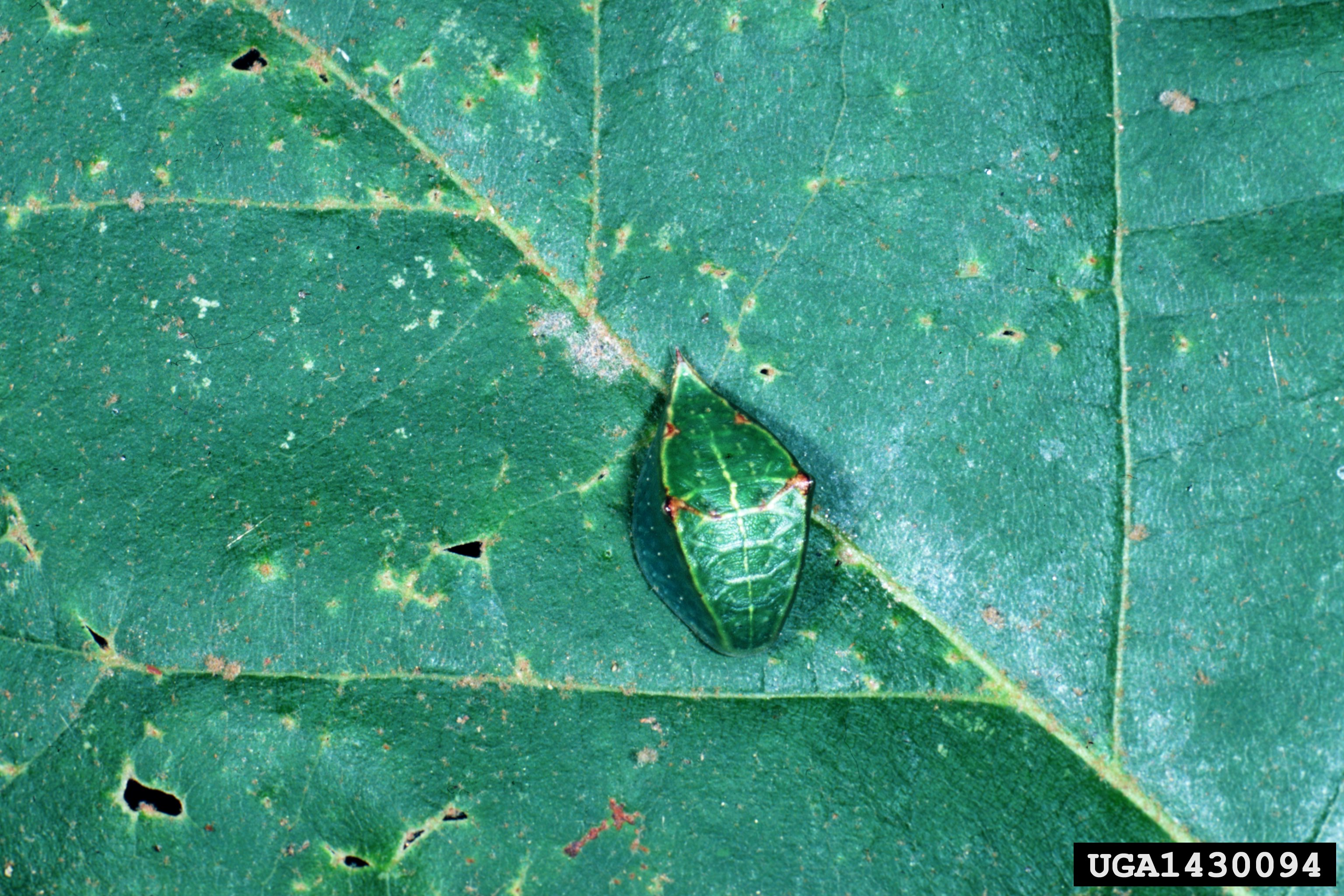